# Nuoto sincronizzato ai campionati mondiali di nuoto 2011 - Squadre (programma tecnico)
La specialità a squadre (programma tecnico) ai campionati mondiali di nuoto 2011 si è svolta presso lo Shanghai Oriental Sports Center di Shanghai, in Cina.
La fase preliminare si è svolta la mattina del 18 luglio 2011, mentre la finale si è svolta la sera del 19 luglio 2011.

## Medaglie
| Oro | Argento                                                                                   | Bronzo |
| Russia Anastasija Davydova Maria Gromova Elvira Khasyanova Svetlana Kolesnichenko Daria Korobova Aleksandra Patskevich Alla Shishkina Anzhelika Timanina | Cina Chang Si Huang Xuechen Jiang Tingting Jiang Wenwen Liu Ou Luo Xi Sun Wenyan Wu Yiwen | Spagna Clara Basiana Alba María Cabello Ona Carbonell Margalida Crespí Andrea Fuentes Thaïs Henríquez Paula Klamburg Cristina Salvador |

## Risultati
In verde sono denotate le finaliste.
| Pos. | Nazione        | Preliminare        | Preliminare        | Finale             | Finale             |
| Pos. | Nazione        | Punti              | Pos.               | Punti              | Pos.               |
| ---- | -------------- | ------------------ | ------------------ | ------------------ | ------------------ |
| 1    | Russia         | 97.700             | 1                  | 98.300             |                    |
| 2    | Cina           | 96.000             | 2                  | 96.800             |                    |
| 3    | Spagna         | 95.700             | 3                  | 96.000             |                    |
| 4    | Canada         | 94.000             | 4                  | 94.400             | 4                  |
| 5    | Giappone       | 92.800             | 5                  | 93.100             | 5                  |
| 6    | Ucraina        | 92.100             | 6                  | 92.200             | 6                  |
| 7    | Italia         | 90.600             | 7                  | 90.700             | 7                  |
| 8    | Francia        | 88.700             | 8                  | 88.600             | 8                  |
| 9    | Stati Uniti    | 88.100             | 9                  | 87.900             | 9                  |
| 10   | Regno Unito    | 87.400             | 10                 | 87.600             | 10                 |
| 11   | Corea del Nord | 85.700             | 12                 | 86.100             | 11                 |
| 12   | Brasile        | 86.200             | 11                 | 85.600             | 12                 |
| 16.5 | H09.5          |                    |                    | 00:55.635          | O                  |
| 13   | Paesi Bassi    | 83.900             | 13                 |                    |                    |
| 14   | Messico        | 83.300             | 14                 |                    |                    |
| 14   | Kazakistan     | 83.300             | 14                 |                    |                    |
| 16   | Svizzera       | 82.300             | 16                 |                    |                    |
| 17   | Egitto         | 77.100             | 17                 |                    |                    |
| 18   | Australia      | 75.200             | 18                 |                    |                    |
| 19   | Colombia       | 75.000             | 19                 |                    |                    |
| 20   | Malaysia       | 72.700             | 20                 |                    |                    |
| 21   | Thailandia     | 67.400             | 21                 |                    |                    |
| 22   | Sudafrica      | 64.400             | 22                 |                    |                    |
| 23   | Indonesia      | 60.000             | 23                 |                    |                    |
| –    | Singapore      | non ha partecipato | non ha partecipato | non ha partecipato | non ha partecipato |